# يقطوم أبيض
يقطوم أبيض (الاسم العلمي: Telephium album) هي نوع نباتي يتبع جنس اليقطوم من فصيلة القرنفلية.